# Zvenîhorod, Buceaci
Zvenîhorod (în ucraineană Звенигород) este un sat în comuna Pidzamociok din raionul Buceaci, regiunea Ternopil, Ucraina.

## Demografie
Componența lingvistică a localității Zvenîhorod
     Ucraineană (99,17%)
     Alte limbi (0,83%)
Conform recensământului din 2001, majoritatea populației localității Zvenîhorod era vorbitoare de ucraineană (99,17%), existând în minoritate și vorbitori de alte limbi.